# اچ‌ام‌اس ونجنس (۱۸۰۰)
اچ‌ام‌اس ونجنس (۱۸۰۰) (به انگلیسی: HMS Vengeance (1800)) یک کشتی است که طول آن ۱۶۰ فوت ۶ اینچ (۴۸٫۹ متر) می‌باشد. این کشتی در سال ۱۷۹۴ ساخته شد.